# Joe Hall
Joseph Henry Hall (3. května 1881 Staffordshire, Anglie – 5. dubna 1919 Seattle, Washington) byl kanadský lední hokejista. Byl tvrdě hrajícím obráncem a získal přezdívku „Bad Joe“ (Zlý Joe).
V roce 1904 byl finalistou Stanley Cupu s Winnipeg Rowing Clubem. V roce 1906 byl vybrán do all-star týmu International Professional Hockey League. Stanley Cup získal v roce 1907 s Kenora Thistles a v letech 1912 a 1913 s Quebec Bulldogs. Od roku 1917 byl hráčem Montreal Canadiens.
Během finále Stanley Cupu 1919 mezi Montrealem a Seattle Metropolitans byl jedním z hráčů, u kterých propukla španělská chřipka. Finálová série byla za stavu 2:2 na zápasy ukončena a ročník zůstal bez vítěze. Hall byl 1. dubna 1919 hospitalizován v nemocnici v Seattlu, kde po pěti dnech zemřel na zápal plic ve věku 37 let.
V roce 1961 byl jmenován do Hokejové síně slávy.